# Králíky, Ústí nad Orlicí
Králíky là một thị trấn thuộc huyện Ústí nad Orlicí, vùng Pardubický, Cộng hòa Séc.